# Abrahams Børn
Abrahams Børn er et kunst- og dialog-projekt af billedkunstneren Jens Galschiøt. Projektet fokuserer på religiøs fundamentalisme og har til hensigt at etablere dialog og bygge bro mellem de monoteistiske religioner jødedom, kristendom og islam. Skulpturen blev færdiggjort i januar 2015, og blev først gang udstillet på Silkeborg Bad.

## Historie
Projektet startede i 2009 af den danske kunstner Jens Galschiøt som en reaktion på muhammedtegningerne. Kunstneren har udtalt, at han ikke mente at tegningerne var et forsvar for ytringsfrihed eller en måde at starte en dialog omkring religion, men mere et forsøg på at provokere og mobbe muslimer. Han mente dog, at der var grund til en religionsdebat og startede derfor projektet.

## Beskrivelse af projektet
Ifølge kunstneren Jens Galschiøt er det centrale i projektet de 600 lyseste og mørkeste citater udvalgt fra torahen, bibelen og koranen. Citaterne bliver vist på skærme på skulpturen Fundamentalism, som er en skulptur hvor der indgår over 8000 bronzebøger. Kunstneren vil vise med sit projekt, at de tre religioner er så ens, at de er svære at skelne fra hinanden.
Projektet har modtaget støtte fra både Kresten Drejergaard og Anna Rytter, som valgte i 2011 at deltage i en dokumentarfilm om projektet.Galschiøt valgte i 2014 at fortælle kunstudvalget i Folketinget om sit projekt.

### Quiz
I projektet indgør der desuden en quiz, som handler om at gætte hvilken religion det enkelte citat kommer fra. Quizzen skal ifølge Jens Galschiøt synliggøre vanskeligheden ved at skelne mellem kristendom, jødedom og islam.

## Udstillinger
Projektet Abrahams Børn får en soloudstilling på Silkeborg Bad i januar 2015. Projektet med den store skulptur har udover Silkeborg Bad været udstillet i Varde og København. Begge udstillinger var i 2016.
Men dele af projektet har været udstillet i følgende byer:
- Albertslund[14]
- Folkemødet 2014[15][16][17]
- Hobro[18]
- Næstved[19]
- Grob på Alias teaterproduktionen[20][21]
- Kulturmødet Mors[22]